# Казатин (локомотивное депо)
Локомотивное депо Казатин им. братьев Валдаевых — предприятие железнодорожного транспорта в городе Казатин Винницкой области (Украина), принадлежит к Юго-Западной железной дороге. Депо занимается ремонтом и эксплуатацией тягового подвижного состава.

## История депо
Депо основано в 1871 году.

## Подвижной состав
В настоящее время (на 2015 год) в приписном парке депо Казатин имеются электровозы ВЛ80Т и ВЛ80К, тепловозы ЧМЭ3, М62, 2М62, 2М62У.
Ранее депо имело в приписном парке и эксплуатировало паровозы серий Л, СО, электровозы ВЛ60 и ВЛ60К.

## Известные сотрудники
- Порхун, Николай Иванович (1928—1991) — Герой Социалитистического Труда.